# Кладьковка
Кладько́вка (укр. Кла́дьківка) — село Куликовского района Черниговской области Украины, центр сельского совета. Население 489 человек (1 января 2023 г.).
Код КОАТУУ: 7422785001. Почтовый индекс: 16351. Телефонный код: +380 4643.

## Власть
Орган местного самоуправления — Кладьковский сельский совет. Почтовый адрес: 16351, Черниговская обл., Куликовский р-н, с. Кладьковка, ул. Шевченко 35, тел. 2-42-25, 2-42-47.